# へべれけ恋バナ相談室
『へべれけ恋バナ相談室』（へべれけこいバナそうだんしつ）は、後藤羽矢子による日本の漫画。『ヤングアニマル嵐』（白泉社）2009年から2012年まで連載。話数表記は「へべれけ○」（○は丸数字）

## 概要
案内役（1 - 7話：サラリーマンナンパ師であるリーマンナンパマスター→8話以後：ろじっくぱらだいす管理人ワタナベ）・担当編集者大野木貴史・作者の3人が、実際にナンパした女性から取材した恋愛やセックスの体験談を紹介する。作者の6ページ漫画と案内役の1ページのコラム「ロード・オブ・ザ・セックス」がセットになっている。
取材対象の女性は、OL、AV女優、メイド喫茶店員など。毎回最後に自慰行為の経験を聞くのがお決まりとなっている。

## 単行本
- 後藤羽矢子『へべれけ恋バナ相談室』 白泉社〈ジェッツコミックス〉、既刊1巻
  1. 2012年1月5日第1刷発行（2011年12月28日発売）、ISBN 978-4-592-14670-4